# Baghlan
Baghlan é uma cidade do Afeganistão localizada na província de Baghlan.